# Iker Casillas
Iker Casillas Fernández (Móstoles, 1981. május 20. –) kétszeres Európa-bajnok, világbajnok spanyol labdarúgó, kapus. Széles körben tekintik minden idők egyik legnagyobb és legsikeresebb hálóőrének.
167 válogatottságával második helyen áll az örökranglistán a válogatottban lejátszott meccsek száma alapján.
Pályafutása alatt nagy részben a Real Madridban játszott. 1990-től 1998-ig a különböző ifjúsági csapatokban szerepelt, 30 mérkőzésen szerepelt a C csapatban és a Castillaban, a felnőttcsapatba 1999-ben került fel, ahol egészen 2015 nyaráig játszott. 25 Madridban töltött év után az FC Porto szerződtette, ahol 5 évig futballozott.
Válogatottbeli bemutatkozására 2000-ben került sor, az Európa-bajnokságon már csere volt Santiago Cañizares mögött. 2008-ban Európa-bajnokságot, két évvel később pedig világbajnokságot nyert a nemzeti csapattal, mindkétszer csapatkapitányként.
2008-ban, 2009-ben és 2010-ben egyaránt a világ legjobb kapusának választották meg, a 2010-es vb után pedig megkapta a legjobb kapusnak járó Aranykesztyű-, más néven Jasin-díjat. 2010. október 29. óta a Bajnokok Ligája legtöbbször pályára lépő kapusa.
2019. május 1-jén edzés közben rosszul lett a pályán, szívinfarktust kapott, kórházba kellett szállítani. Csapata, a Porto is megerősítette a hírt. Szívproblémákkal kezelték, nem volt életveszélyben.
2020. február 18-án bejelentette hogy visszavonul a profi labdarúgástól. 2020. augusztus 4-én hivatalosan is visszavonult a profi labdarúgástól.

## Karrierje

### Real Madrid
Casillas az 1990–91-es szezonban került a Real Madrid utánpótláscsapatához. Már 1997. november 17-én, egy Rosenborg elleni BL-meccsen felkerült az első csapat keretébe, bemutatkozására csak 1999-ben került sor. A következő szezonban már végérvényesen kiszorította Bodo Illgnert a kezdőcsapatból. 2000-ben, a Valencia elleni BL-döntőn ő lett a legfiatalabb kapus, aki győzni tudott a sorozatban.

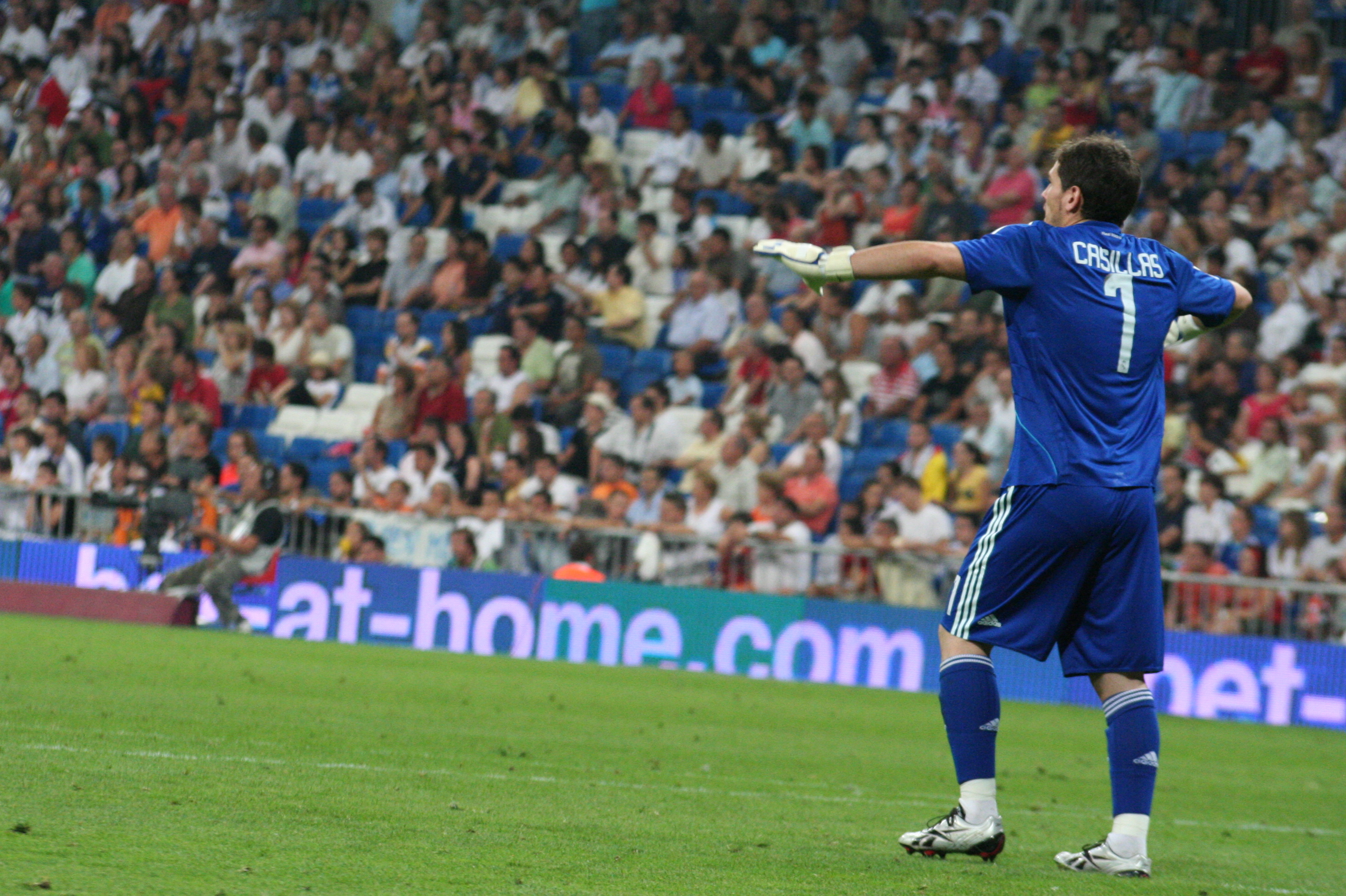
Casillas egy bajnokin, a Santiago Bernabéu stadionban

A 2001–02-es szezonban egy formahanyatlás miatt César Sánchez kiszorította őt a kezdőcsapatból, és gyakorlatilag az egész szezonban ő védett. A BL-döntőn, a Leverkusen ellen azonban César megsérült, így neki kellett beállnia. Több nagy védést bemutatva hálálta meg a lehetőséget, így ismét BL-győztes lett.
A 2002–03-as idény végén második bajnoki címét ünnepelhette, miután a Real nagy csatában, mindössze két ponttal előzte meg a Real Sociedadot. Az ezt követő időszak, hasonlóan a klubhoz, egy kevésbé sikeres időszak a pályafutásában, A 2002–03-as szezon óta a csapat az elvárásokhoz képest mindössze két bajnoki címet szerzett (2006–07, 2007–08). Utóbbi szezonban szerezte meg Casillas pályafutása első Zamora-díját, vagyis átlagban ő kapta a legkevesebb gólt a bajnokság során.
2008. február 14-én ő és a klub másik ikonja, Raúl is szerződést hosszabbítottak, Raúl 2011-ig, Casillas pedig 2017-ig. Amennyiben utolsó szezonjukban legalább harminc mérkőzésen játszanak, szerződésük automatikusan egy évvel meghosszabbodik. Casillas kivásárlási ára egyébként 113 millió font. 2010 nyarán Raúl a német Schalke együtteséhez igazolt, így ez már értelemszerűen csak Casillasra vonatkozik.
2009 februárjában beállította, és azóta meg is döntötte Paco Buyo rekordját, vagyis ma már ő a legtöbbször pályára lépő kapus a Real Madrid történetében. A 2009 nyári átigazolási időszak alatt sokan pletykáltak a Manchester City érdeklődéséről, azonban a klub szerint a kisebbik manchesteri csapat hivatalos ajánlatot nem tett. A másik manchesteri alakulat, a United is érdeklődött iránta, ez azonban még annyira sem bizonyult komolynak, mint a City érdeklődése. Korábban más Premier League-klubok is szerették volna leszerződtetni, azonban Casillas szerint „nem áll szándékában” eligazolni.
A 2010–11-es szezonnak a Real új vezetőedzővel, José Mourinhóval vágott neki. Casillas helyettese immár nem Jerzy Dudek, hanem Antonio Adán lett. A szezon során összesen két mérkőzést hagyott ki, egyet az RCD Espanyol ellen, amikor a második percben a kiállítás sorsára jutott, a következőn pedig az azért járó eltiltását töltötte.

### Porto
2015. július 11-én került a Portóhoz. Átigazolása nagy port kavart, a Casillashoz közel állók szerint a kapus nem kapta meg a kellő tisztelet Florentino Pérez elnöktől, aki személyesen indított rágalomhadjáratot a keretből fokozatosan kiszorított kapus ellen. Augusztus 15-én debütált a Primeira Ligában, a Vitória de Guimarães elleni 3-0-s győzelem során. Szeptember 29-én megdöntötte Xavi rekordját, a Chelsea elleni 2-1-es Bajnokok-ligája csoportkörbeli győzelme volt a 152. Bajnokok-ligája mérkőzése.
2019. május 1-én csapata edzésén kapott szívrohamot a kapus. Nem sokkal később a Porto hivatalos közleményben tudatta, hogy Casillas nincs életveszélyes állapotban, pár nappal később hagyta el a kórházat.

### Válogatott

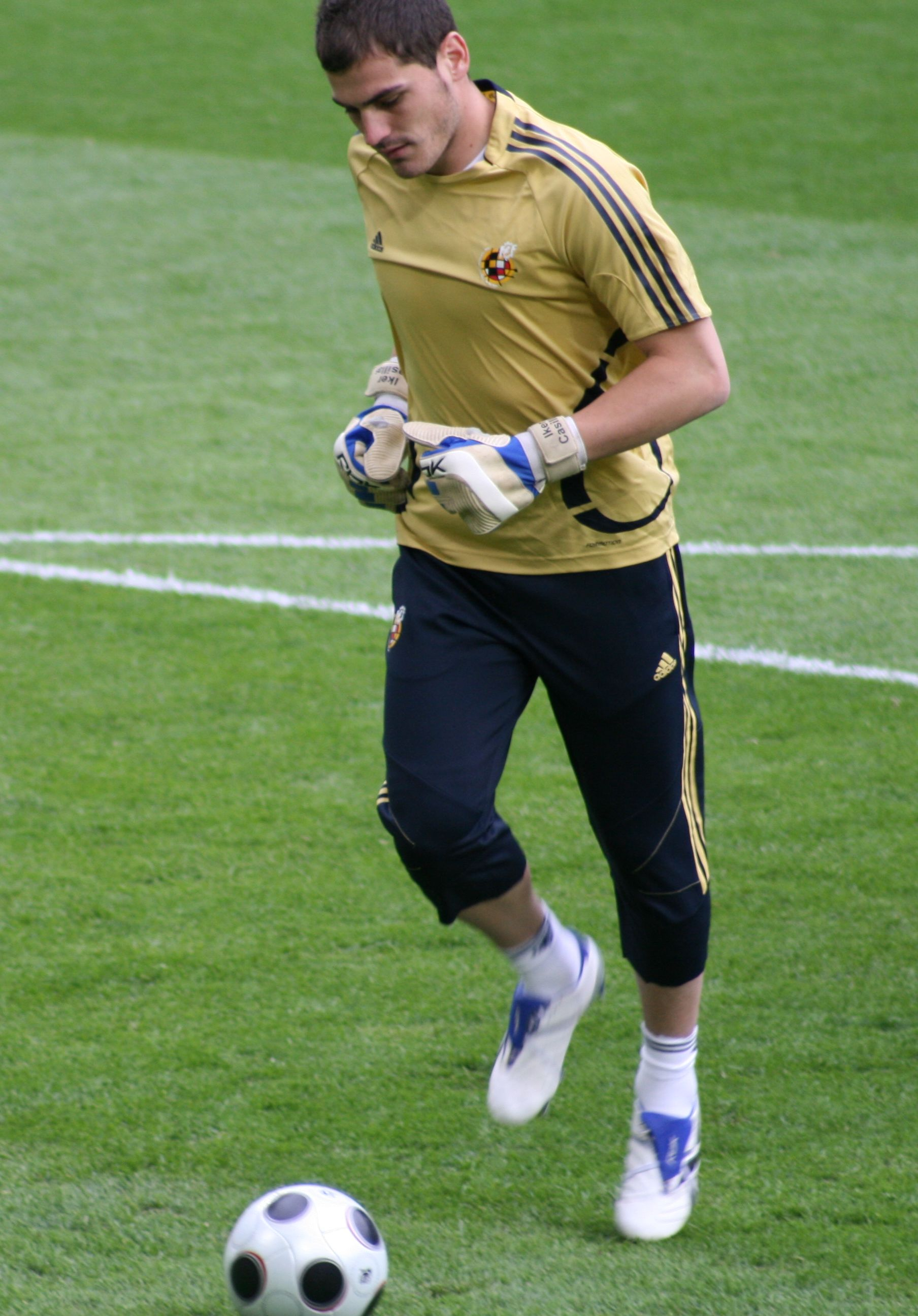
Casillas a 2008-as Eb-n

Casillas az utánpótlás-válogatottak-közül először az U17-esben játszott először. Az 1997-es vb-n 16 évével ő volt a spanyol keret legfiatalabb tagja.
Jelenleg Casillas a legtöbbszörös válogatott spanyol labdarúgó 166 mérkőzéssel.
Felnőtt világversenyen először a 2000-es Eb-n szerepelt a válogatottal, ekkor még Santiago Cañizares mögött második számú kapus volt. Eredetileg a 2002-es vb-n is csere lett volna, azonban Cañizares egy elég valószínűtlen sérülést szenvedett, miután a torna előtt nem sokkal egy eltört after shave-üveg egy szilánkja megsértette a nagylábujját.
A 2004-es Eb selejtezőin számolt vele a mindenkori szövetségi kapitány először kezdőként. A kontinenstronán a spanyolok már a csoportkörben kiestek, itt is mindhárom meccsen kezdő volt. A 2006-os világbajnokságon a spanyolokkal, mint az egyik titkos esélyes számoltak. A megálljt a nyolcaddöntő, valamint a Zinédine Zidane vezette francia válogatott jelentette a spanyoloknak.

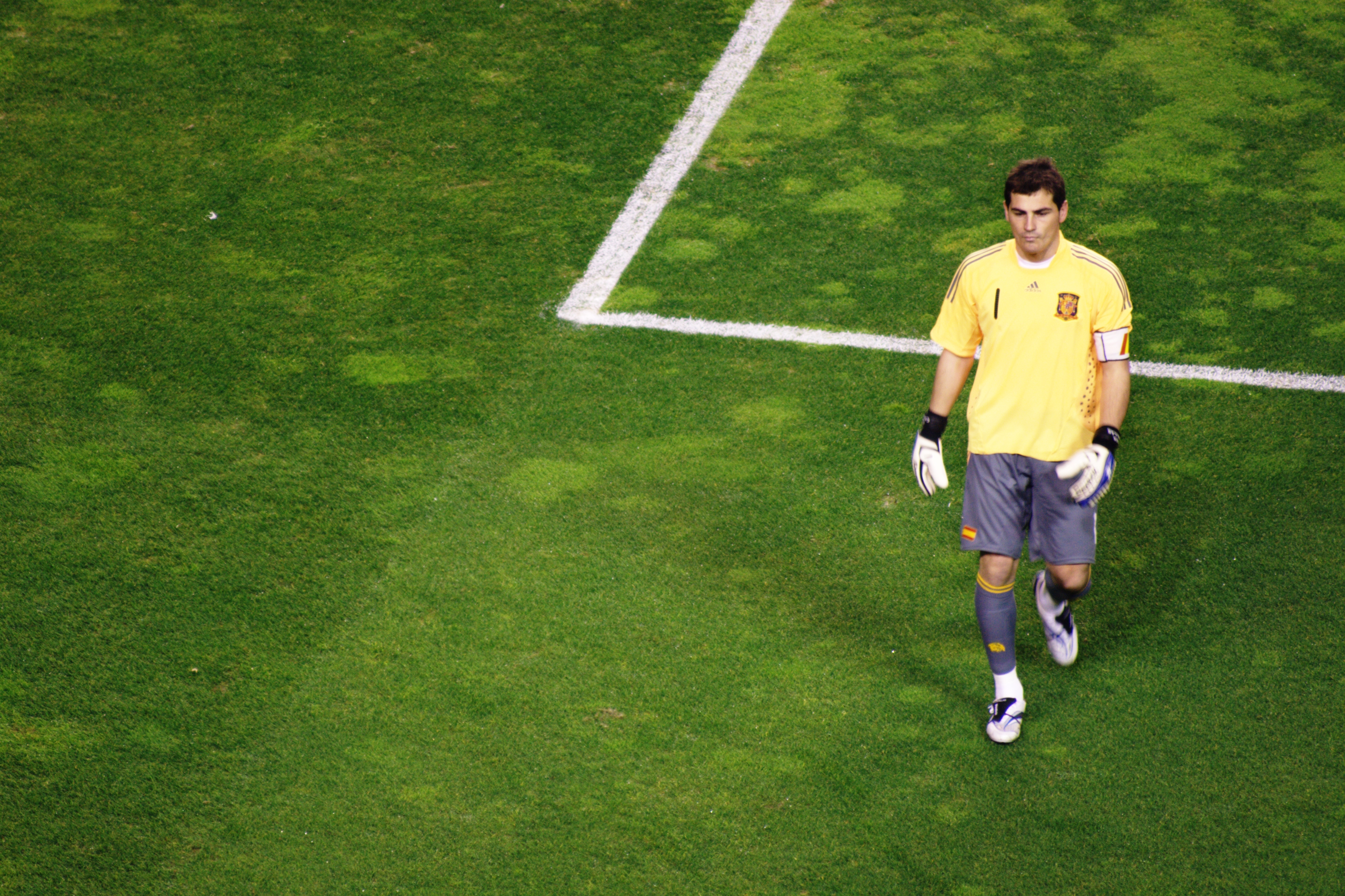
Casillas

Mivel Raúl a 2006-os vb után már nem szerepelt a válogatottban, Casillas kapta meg a csapatkapitányi karszalagot. A 2008-as Eb volt az első nagy torna, ahol csapatkapitányként szerepelhetett. A negyeddöntőben elévülhetetlen érdemei voltak a továbbjutásban, ugyanis a negyeddöntőben, a tizenegyespárbaj során Antonio di Natale és Daniele de Rossi büntetőjét is kivédte, végül a spanyolok 4–2-re nyerték a büntetőpárbajt. A spanyol csapat végül a végső győzelmet is megszerezte, és Casillas lett az első kapus csapatkapitány, aki magasba emelhette a trófeát.
2008-ban Reinával a Zubizarreta és Buyo által tartott leghosszabb spanyol góltalansági csúcsot döntötték meg, miután 740 percen keresztül nem tudtak a hálójukba találni. A góltalanságnak a belga Wesley Sonck vetett véget.
Ugyancsak 2008-ban az IFFHS a világ legjobb kapusának választotta. Ő lett minden idők harmadik legjobb kapusa is.
2009. szeptember 5-én, a Belgium elleni 5–0-s győzelem alkalmával beállította Zubizarreta legtöbb gól nélküli meccs-rekordját.
2009. november 14-én, Argentína ellen ünnepelte századik válogatottságát, ezt rajta kívül csak két embernek sikerült elérni.

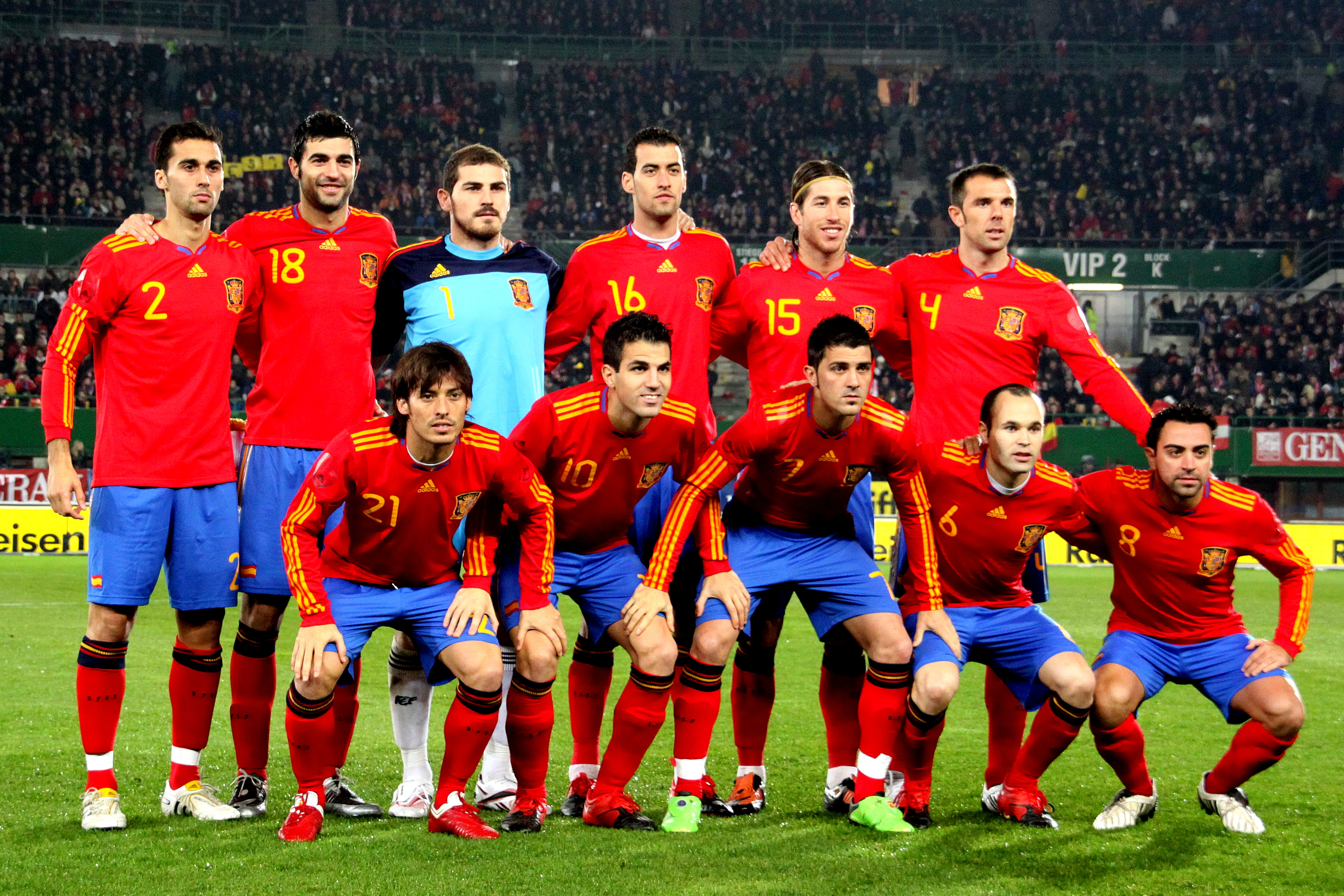
Casillas és a spanyol válogatott 2009 novemberében, az Ausztria elleni barátságos mérkőzésen

A 2010-es, Dél-afrikában megrendezett vb-n ismét csapatkapitánya volt a nemzeti csapatnak. A tornán mindössze két gólt kapott, mindkettőt a csoportkörben, előbb Svájc, majd Chile ellen.
A kieséses szakaszban, a negyeddöntőben Paraguay volt az ellenfél. A spanyol csapat nem játszott jól, olyannyira, hogy Paraguay tizenegyest kapott egy lerántást követően. Óscar Cardozo büntetőjét Casillasnak sikerült megfognia, és később a spanyolok David Villa révén megszerezték a győzelmet. A nyolcaddöntőben Portugáliát sodorta a spanyolok útjába a sors. Casillas ekkor sem kapott gólt, Spanyolország pedig Villa erősen vitatott góljával jutott tovább. Az elődöntőben Németország ellen kellett kivívni a továbbjutást. Casillas itt több fontos védést bemutatva ismét gól nélkül zárt, Spanyolország pedig Carles Puyol góljával jutott tovább. A döntőt a spanyolok Hollandia ellen vívták. A rendkívül durva mérkőzésen Casillas kétszer is 100 százalékos ziccerben akadályozta meg Arjen Robbent a gólszerzésben. A győztes gólt végül Andrés Iniesta szerezte meg a 116. percben.
A torna végeztével ő kapta a legjobb kapusnak járó Aranykesztyű-, más néven Jasin-díjat.
2014-es Brazíliában megrendezett vb nem alakult valami jól számára. Az első mérkőzésen 5–1 re kaptak ki a hollandoktól. A következő mérkőzésen Chilétől kaptak ki 2–0-ra, így már nem volt esélyük a továbbjutásra. Az utolsó találkozón Ausztráliával játszottak, ahol nyerni tudtak 3–0 ra, de ezen a mérkőzésen már nem Casillas játszott, hanem David de Gea.

## Közvéleményben kialakult képe

### Társadalmi elkötelezettség
2010-ben megkapta a legkiemelkedőbb nemzeti sportolónak járó díjat a társadalmi és a sportban nyújtott teljesítményéért, a "Provincia de Guadalajara"-t, Guadalajara önkormányzatától.

### A malária ellen
2007 decemberében Iker Casillas a teniszező Rafael Nadallal és más hírességekkel együtt részt vett egy jótékony célú meccsen, melynek célja adománygyűjtés volt a malária ellen.

### UNICEF
2008 májusában részt vett a X. Bölcs Alfonz Egyetem által rendezett szolidaritás hetén, amelynek bevételét a harmadik világ hátrányos helyzetű gyerekeinek az oktatására fordították az UNICEF közreműködésével.

### Iker és a Plan España (ONG)
2008 júliusában az ONG Plan International España (spanyol civil szervezetek) egyik kampányának főszereplőjeként meglátogatta Peruban a Cuzco megyében lévő falvakat, különösen Patabambát, ahol aktívan tevékenykedett, ugyanis játszott egy focimeccsett a körzetben élő gyerekekkel 3800 méter magasságban, Emilio Butragueño, az ONG kuratóriumi tagja társaságában.

## Karrierje statisztikái

### Klub
2018. május 6-án lett frissítve.
| Klub             | Szezon               | Liga                 | Liga            | Liga  | Kupa            | Kupa  | Európai         | Európai | Egyéb           | Egyéb | Összesen        | Összesen |
| Klub             | Szezon               | Bajnokság            | Pályára lépések | Gólok | Pályára lépések | Gólok | Pályára lépések | Gólok   | Pályára lépések | Gólok | Pályára lépések | Gólok    |
| ---------------- | -------------------- | -------------------- | --------------- | ----- | --------------- | ----- | --------------- | ------- | --------------- | ----- | --------------- | -------- |
| Real Madrid      | 1999–2000            | La Liga              | 27              | 0     | 5               | 0     | 12              | 0       | 3               | 0     | 47              | 0        |
| Real Madrid      | 2000–2001            | La Liga              | 34              | 0     | 0               | 0     | 11              | 0       | 2               | 0     | 47              | 0        |
| Real Madrid      | 2001–2002            | La Liga              | 25              | 0     | 5               | 0     | 9               | 0       | 1               | 0     | 40              | 0        |
| Real Madrid      | 2002–2003            | La Liga              | 38              | 0     | 0               | 0     | 15              | 0       | 2               | 0     | 55              | 0        |
| Real Madrid      | 2003–2004            | La Liga              | 37              | 0     | 2               | 0     | 9               | 0       | 2               | 0     | 50              | 0        |
| Real Madrid      | 2004–2005            | La Liga              | 37              | 0     | 0               | 0     | 10              | 0       | —               | —     | 47              | 0        |
| Real Madrid      | 2005–2006            | La Liga              | 37              | 0     | 4               | 0     | 7               | 0       | —               | —     | 48              | 0        |
| Real Madrid      | 2006–2007            | La Liga              | 38              | 0     | 0               | 0     | 7               | 0       | —               | —     | 45              | 0        |
| Real Madrid      | 2007–2008            | La Liga              | 36              | 0     | 0               | 0     | 8               | 0       | 2               | 0     | 46              | 0        |
| Real Madrid      | 2008–2009            | La Liga              | 38              | 0     | 0               | 0     | 7               | 0       | 2               | 0     | 47              | 0        |
| Real Madrid      | 2009–2010            | La Liga              | 38              | 0     | 0               | 0     | 8               | 0       | —               | —     | 46              | 0        |
| Real Madrid      | 2010–2011            | La Liga              | 35              | 0     | 8               | 0     | 11              | 0       | —               | —     | 54              | 0        |
| Real Madrid      | 2011–2012            | La Liga              | 37              | 0     | 4               | 0     | 10              | 0       | 2               | 0     | 53              | 0        |
| Real Madrid      | 2012–2013            | La Liga              | 19              | 0     | 3               | 0     | 5               | 0       | 2               | 0     | 29              | 0        |
| Real Madrid      | 2013–2014            | La Liga              | 2               | 0     | 9               | 0     | 13              | 0       | —               | —     | 24              | 0        |
| Real Madrid      | 2014–2015            | La Liga              | 32              | 0     | 0               | 0     | 10              | 0       | 5               | 0     | 47              | 0        |
| Real Madrid      | Real Madrid összesen | Real Madrid összesen | 510             | 0     | 40              | 0     | 152             | 0       | 23              | 0     | 725             | 0        |
| Porto            | 2015–2016            | Primeira Liga        | 32              | 0     | 0               | 0     | 8               | 0       | 0               | 0     | 40              | 0        |
| Porto            | 2016–2017            | Primeira Liga        | 33              | 0     | 0               | 0     | 10              | 0       | 0               | 0     | 43              | 0        |
| Porto            | 2017–2018            | Primeira Liga        | 20              | 0     | 8               | 0     | 21              | 0       | 0               | 0     | 31              | 0        |
| Porto            | Porto összesen       | Porto összesen       | 85              | 0     | 8               | 0     | 21              | 0       | 0               | 0     | 114             | 0        |
| Karrier összesen | Karrier összesen     | Karrier összesen     | 599             | 0     | 48              | 0     | 173             | 0       | 23              | 0     | 843             | 0        |

### Válogatott
2017. június 4-én lett frissítve.
| Spanyolország | Spanyolország   | Spanyolország |
| Év            | Pályára lépések | Gólok         |
| ------------- | --------------- | ------------- |
| 2000          | 6               | 0             |
| 2001          | 5               | 0             |
| 2002          | 11              | 0             |
| 2003          | 11              | 0             |
| 2004          | 12              | 0             |
| 2005          | 10              | 0             |
| 2006          | 10              | 0             |
| 2007          | 8               | 0             |
| 2008          | 15              | 0             |
| 2009          | 13              | 0             |
| 2010          | 15              | 0             |
| 2011          | 11              | 0             |
| 2012          | 16              | 0             |
| 2013          | 9               | 0             |
| 2014          | 8               | 0             |
| 2015          | 5               | 0             |
| 2016          | 2               | 0             |
| összesen      | 167             | 0             |

## Sikerei, díjai
Real Madrid:
- Spanyol bajnokság (5): 2000–01, 2002–03, 2006–07, 2007–08, 2011–12
- Spanyol kupa (2): 2010–11, 2013–14
- Spanyol szuperkupa (4): 2001, 2003, 2008, 2012
- Bajnokok Ligája (3): 1999–2000, 2001–02, 2013–14
- Európai szuperkupa (2): 2002, 2014
- Interkontinentális kupa (1): 2002
- FIFA-Klub vb-győztes (1): 2014

Porto
- Primeira Liga bajnok (1): 2017–2018[46]

Spanyolország:
- UEFA U-15-ös bajnokság: 1995[47]
- U17-es Európa-bajnok: 1997
- Ifjúsági világbajnok: 1999
- Európa-bajnok: 2008, 2012
- Világbajnok: 2010

### Egyéni elismerések
- Bravo-díj: 2000
- Don Balón-díj : 2000
- UEFA-év csapata: 2007,[48] 2008,[49] 2009[50]
- Zamora-díj: 2007–08
- Az Eb-álomcsapat tagja: 2008[51]
- IFFHS Világ legjobb kapusa: 2008, 2009,[5] 2010, 2011, 2012
- FIFA.com év csapata: 2008-09[52]
- LFP legjobb kapus: 2008–09[53]
- Royal Order Gold Medal for Sports Merit: 2009–10[54]
- Jasin-díj: 2010
- Vb All Star-csapat: 2010
- Aranyláb díj: 2017[55]

## Magánélet
Barátnője Sara Carbonero televíziós riporter.